# 小栗虫太郎
小栗 虫太郎（おぐり むしたろう、1901年（明治34年）3月14日 - 1946年（昭和21年）2月10日）は、日本の小説家、推理作家、秘境冒険作家。本名：小栗 栄次郎（おぐり えいじろう）。東京都千代田区外神田出身。
漢語カタカナルビと西洋の知識に彩られた、極度のペダントリー（衒学趣味）的作風で著名。代表作は、デビュー作『完全犯罪』、推理小説の三大奇書の一つといわれる『黒死館殺人事件』、秘境探検小説の連作『人外魔境』など。

## 略歴
1901年3月14日、東京市神田旅籠町（現・東京都千代田区外神田）で生誕。生家は代々の酒問屋の小田原屋の分家であった。父親は1911年に死去しているが、本家からの仕送りや貸家の賃貸収入のため生活には困らなかった。
1913年、東京女子高等師範学校附属小学校卒業。
1918年、京華中学校を卒業し樋口電気商会に入社。
1920年10月、結婚。
1922年9月、亡父の財産を元手として四海堂印刷所を設立。閉鎖するまでの4年の間に探偵小説に目覚め、発表のあてのないまま、短編『或る検事の遺書』『源内焼六術和尚』と長編『紅殻駱駝の秘密』『魔童子』を執筆した。「或る検事の遺書」は1927年に（後述）、その他3作は1936年に発表されている。
1926年9月、印刷所を閉鎖。以後、作家デビューするまでの6年間は無職で、亡父の収集した骨董類を売って食いつないでいた。
1927年、織田清七名義で、「或る検事の遺書」を、春陽堂の発行していた「探偵趣味の会」の機関誌『探偵趣味』の10月号に発表する。
1933年春、『完全犯罪』を執筆し、中学の先輩ではあったが一面識もなかった甲賀三郎に原稿を送り、甲賀の推薦状を得て原稿を『新青年』（博文館）の水谷準編集長に持ち込む。たまたま、『新青年』7月号（6月5日頃発売）に掲載予定だった横溝正史の作品が、横溝の結核悪化のために執筆不能となったため、急遽代理原稿として掲載されることとなり、作家デビューを果たした。同誌10月号掲載の『後光殺人事件』で、刑事弁護士の法水 麟太郎（のりみず りんたろう）を探偵役としてデビューさせる。
1934年、大作『黒死館殺人事件』を『新青年』に発表する。
1936年、第4回（1936年下半期）直木賞候補となる。
1937年、親交のあった海野十三、木々高太郎とともに、探偵小説専門誌『シュピオ』の創刊に加わる。
1941年11月、陸軍報道班員としてマレーに赴く。この時まで海外旅行はおろか、関東平野から出たことすらなかったという。翌1942年末帰国。
1943年、マレーの秘密結社をテーマとした「海峡天地會」を『新青年』に掲載。生来病弱であり、身体の衰弱が進む。

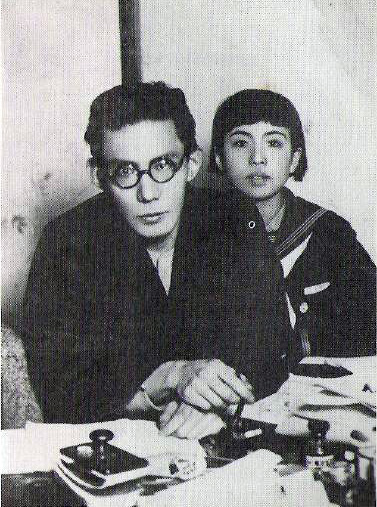
虫太郎と娘

1944年、長野県でキクイモから果糖を製造する事業に取り組む。翌1945年5月には長野県へ疎開。
終戦後、「これからは長編だけにする」と宣言し、「社会主義探偵小説」と銘打った長編小説『悪霊』の執筆に取り組むが、その矢先の1946年2月10日、疎開先の長野県中野市で脳溢血のため死去。死の数日前まで闇酒を飲んでいたため、死因をメチルアルコール中毒とする説が流布しているが、遺族は「完全なる脳溢血であった」としている。享年45。遺作『悪霊』は探偵小説誌『ロック』（筑波書林）の昭和21年4月号に掲載され、後に笹沢左保の手によって完結編が書かれた。

### 没後の再評価
1968年に桃源社が「大ロマンの復活」シリーズの1冊として『人外魔境』を刊行したことから再評価が始まった。桃源社では1971年までに小栗虫太郎作品のほとんどを再刊、のちに再編集して『小栗虫太郎全作品』全9巻（1979年）を刊行した。
現代教養文庫版『小栗虫太郎傑作選』全5巻（1976年 - 1982年）を編纂した松山俊太郎は、桃源社版について、「はじめて網羅的な「虫太郎作品集」を形成した」ことを高く評価しながらも、その校訂に杜撰な点が多いことを批判している。なお、現代教養文庫版は、当初は種村季弘が担当するはずだったが、種村が桃源社の仕事も引き受けていたために遠慮し、その口利きで松山のもとに回ってきたものという。現代教養文庫版では厳密な校訂を行うとともに、小栗自身による語句の誤りについても修正が施されているが、これについて松山は、後に「校定というものからいえばまったく邪道」で、「本来なら注記はしてもそれを残さなければならないのを直してしまったというのは、私の犯罪になってくるわけですよ」と自己批判している。
2021年、二松學舎大学教授の山口直孝が、1941年（昭和16年）3月から11月にかけて『九州新聞』（『熊本日日新聞』の前身の一つ）などの地方紙に連載されたまま単行本化されずにいた、小栗の長編小説『亜細亜の旗』を発見した。日本と中国・上海を舞台とする家庭小説で、小栗作品の特徴である非現実的な場面設定や難解な専門用語などは見られないという。あまりに作風が異なるために代作ではないかとも疑われたが、山口は「作者の言葉が予告に載っている。また、当時の小栗の知名度から考えても、あえて代作をさせるメリットがない」として、小栗作品だと断定した。2021年3月に春陽堂書店より小栗虫太郎生誕120年・没後75年記念出版として刊行された。

### 遺稿
2016年度に成蹊大学情報図書館が草稿、創作ノートなどを含む資料を購入し、また小栗の遺族より遺品や書籍などの資料の寄贈を受けた。図書館では2017年11月13日から12月1日まで企画展「小栗虫太郎 -PANDEMONIUM （大魔城）の扉を開く-」を開催した。

## 作風
膨大なペダントリー（衒学趣味）が最大の特徴で、作中ではカタカナのルビが多用され、様々な書物からの引用が見られる。
なお、作中に登場するペダントリーは必ずしも正確ではなく、しばしば小栗の創作や誤解が含まれていることが指摘されている。『黒死館殺人事件』の校訂を行った松山俊太郎は、「難解語彙・事項のかなりの部分が、苦しまぎれの捏造と、観念連合の過敏性に基く錯誤の産物と推定される」と指摘している。また、作中では暗号が頻出するが、暗号研究家の長田順行は、小栗が実際に参考文献としたと推定されるのはアンドレ・ランジー『暗号学』のJ・C・H・マクベスによる英訳のみであり、「暗号の個々の記述については、その中には非論理的なものもあり、マクベス本からの引用も正確でない」と指摘している。もっとも長田は、「仮りに、今一冊の暗号文献を与えられたとして、誰が虫太郎のようにそれを見事に駆使して“超百科全書的な展示”に置き換えることができるであろうか」とも記している。
作品に頻出するモチーフとしては、異国趣味、心理学、フロイディズム、犯罪学、生理学、オカルティズムなどがある。このほか、しばしばレズビアン趣味を登場させる傾向がある（『紅毛傾城』『白蟻』『絶景万国博覧会』『方子と末起』など）。
探偵小説として見た場合、形式的には本格探偵小説でありながら、舞台設定、登場人物の設定や言動、トリック、そして探偵役による推理のいずれもが非現実的、という独特の作風で知られる。江戸川乱歩は「作風の非現実」を認めつつも、「トリックの具象化などを試みないで、全体として眺めるならば、この作者はどんな本格探偵作家にもまして、探偵小説的な味いを身に備えている」と評した。また中島河太郎は「もっとも本格物らしく装って、本格物でない類の作風」と評している。日下三蔵は、「現実世界に即した論理ではなく、著者が構築した「小栗宇宙」の内部での論理を楽しむべき作品」と評した。一方で、探偵小説の本格性を重視しペダントリーを嫌った坂口安吾は、S・S・ヴァン・ダインの亜流として作風自体を否定している。
この現実離れした特異な作風について、江戸川乱歩は、「少し突飛な比喩を用いるならば、次元の異なる世界を三次元の言葉によって、非ユークリッドの世界をユークリッドの言葉によって、紙の上に描き出そうとする烈しい情熱にとりつかれているのだ」、また大下宇陀児は「シュールレアリズム」と、それぞれ評した。
文体については悪文という評価がある一方、澁澤龍彦は「意識して作り出したスタイル」であり、『黒死館殺人事件』について「大まかなリズムに乗りさえすれば、あの長い分量を比較的すらすらと読み通すことさえ可能なのだ」と評している。

## 人物
海野十三とは無二の親友同士。一方、探偵作家として尊敬していたのは江戸川乱歩と夢野久作の2人だけだったという。久作に対しては『ドグラ・マグラ』出版記念会の直後に、「夢の野にすむ獏ならぬ九州（くす）男 大舌（おほした）吐きてえど川を干すらん」と書いた手紙を送っている。また、乱歩によれば、虫太郎は戦後、1946年1月に上京して乱歩と会った際に「江戸川さん、結局ぼくはあなたにかなわなかったですよ」と語ったという。
『シュピオ』同人として盟友関係であった木々高太郎については、「あの人は大したことないよ」と評する一方、木々と久生十蘭は「直木賞をとるだろう」と予見していたという。
『黒死館殺人事件』をはじめとする原稿のほとんどを妻に清書させていた。
画家の茂田井武は、1937年頃、『新青年』の挿絵を描いていた縁で小栗家に居候をしていた。また、探偵作家の左頭弦馬も上京した際に2、3か月ほど居候していたが、小栗から「キミには才能がないから、郷里に帰りなさい」と宣告されて京都に帰郷したという。
極度の雷嫌いで、乾信一郎によれば、午後に雷雨が降ることを午前中から感知する能力があったという。
幼少時に死去した父親については、自己中心的な人物として含むところがあったらしく、作品には父殺しのモチーフが頻出する。

### 虫太郎と横溝正史
小栗のデビュー作「完全犯罪」は本来、『新青年』水谷準編集長の企画として1933年（昭和8年）7月号に横溝正史が百枚物の読み切りを書く予定であったものが、5月7日に横溝が大喀血して執筆不可能となり、急遽小栗がピンチヒッターとして掲載されたものだった。横溝は水谷編集長に平謝りだったが、水谷からは「心配することはない、こちらに手ごろな長さの作品があるから」と静養に努めるよう言われたという。この水谷の手持の原稿というのが「完全犯罪」だった。横溝は「世にこれほど強力なピンチヒッターがまたとあろうか。私が健康であったとしても、『完全犯罪』ほど魅力ある傑作を書く自信はなかった」と述べている。
太平洋戦争の始まる少し前、ある会の帰りに横溝は小栗と二人でおでん屋で酒を飲んだ。そのとき、小栗が「横溝さん、あんたが病気をしたおかげで、私は世の中へ出られたみたいなもんだよ」と言ったという。横溝は「阿房なことをいいなはんな。わしが病気をしてもせんでも、あんたは立派に世の中へ出る人じゃ」と答えた。すると小栗は「それはそうかも知れないが、少くとも二三ヵ月早くチャンスが来たことは確かだからね」と言う。横溝は重ねて「よしよし、それなら、今度お前さんが病気をするようなことがあったら、私がかわって書いてあげる」と答えたという。
横溝は太平洋戦争末期に岡山県に疎開し、以後もしばらく岡山県に留まっていたが、1946年の春先、小栗から「海野十三に住所を聞いたから」と、突然手紙をもらった。小栗はその手紙の中で、「今後の探偵小説は本格でなければならぬ、自分も今後本格一筋でいくつもりである」と、意気軒高だったという。横溝も同じ思いだったので賛同し、2、3度文通を重ねたが、メチル禍により、小栗の突然の訃報に接したのは唖然とせざるを得なかったと語っている。
戦争中、横溝はほとんど誰とも往復せず、誰とも文通しなかった。戦争が終わってからまた旧交を温め、二三度手紙を往復したかと思うと、突然小栗急逝の電報である。横溝には何が何やらわけがわからなかったが、間もなく海野十三から詳しい報告を聞いて、初めて死の真相を知った。横溝は痛恨傷心のあげく、二三日何もしないで寝込んでしまったという。小栗が死ぬ前に書き送った手紙で、小栗の探偵小説に対する熱情が、並々ならぬものであることがうかがわれ、それだけに失望落胆は大きかったという。
小栗は突然の死の前に、『ロック』で長編連載を予定していた。このため同誌の山崎徹也編集長は途方に暮れ、横溝に代わりの長編連載を頼んできた。当時『宝石』で『本陣殺人事件』を連載していた横溝だったが、「虫太郎のピンチヒッターというところが、いささかおセンチ野郎の私の心を動かし」たそうで、引き受けたのが『蝶々殺人事件』だった。横溝は「虫太郎のことを思えばおセンチにならざるを得ない」と、この作家の早世を儚んでいる。

## 作品

### シリーズ作品

#### 法水麟太郎シリーズ
元捜査局長で刑事弁護士の法水麟太郎を探偵役とするシリーズ。長編2編と短編8編が書かれている。
- 「後光殺人事件」（短編、『新青年』1933年10月）
- 「聖アレキセイ寺院の惨劇」（短編、『新青年』1933年11月）
- 「夢殿殺人事件」（短編、『改造』1934年1月）
- 「失楽園殺人事件」（短編、『週刊朝日』1934年3月）
- 『黒死館殺人事件』（長編、『新青年』1934年4月 - 12月） - 1935年5月新潮社から単行本刊行。法水麟太郎シリーズの初長編。冒頭に『聖アレキセイ寺院の惨劇』の結末についての言及がある。
- 「オフェリヤ殺し」（短編、『改造』1935年2月）
- 「潜航艇「鷹の城」（ハビヒツブルク）」（短編、『新青年』1935年4月 - 5月） - 初出時の題名は「鉄仮面の舌」、『地中海』（ラジオ科学社、1938年）に収録された際に改題。
- 「人魚謎お岩殺し」（短編、『中央公論』1935年8月）
- 『二十世紀鉄仮面』（長編、『新青年』1936年5月 - 9月） - 1936年9月春秋社から単行本刊行。作家が「新伝奇小説」と銘打った第二長編。東南アジアから五島列島に架空都市までの広がりをもち、恋愛の要素がある。
- 「国なき人々」（短編、『オール讀物』1937年8月）

#### 人外魔境シリーズ
鳥獣採集人の折竹孫七を主人公とする秘境探検小説のシリーズ（ただし、第1話「有尾人」と第2話「大暗黒」には折竹は登場しない）。全13編。単行本『人外魔境』にまとめられている。
- 『人外魔境』

1. 「有尾人（ホモ・コウダッス）」（『新青年』1939年5月, 7月。以下掲載誌同じ）
2. 「大暗黒（ラ・オスクリダット・グランデ）」（1939年10月 - 11月）
3. 「天母峰（ハーモ・サムバ・チョウ）」（1940年1月）
4. 「「太平洋漏水孔（ダブックウ）」漂流記」（1940年2月）
5. 「水棲人（インコラ・パルストリス）」（1940年3月）
6. 「畸獣楽園（デーザ・バリモー）」（1940年4月）
7. 「火礁海（アーラン・アーラン）」（1940年5月）
8. 「遊魂境（セル・ミク・シュア）」（1940年6月）
9. 「第五類人猿（だいごアンソロポイド）」（1940年7月）
10. 「地軸二万哩（カラ・ジルナガン）」（1940年8月）
11. 「死の番卒（セレーノ・デ・モルト）」（1940年10月）
12. 「伽羅絶境（ヤト・ジャン）」（1940年11月）
13. 「アメリカ鉄仮面（クク・エー・キングワ）」（1941年7月） - 別題「成層圏の遺書」。

### 小説
- 『紅殻駱駝の秘密 小栗虫太郎全作品 1』
  - 紅殻駱駝の秘密 （1936年）
  - 女人果 （1942年）
- 『完全犯罪 小栗虫太郎全作品 2』
  - 完全犯罪 （1933年）
  - 寿命帳 （1934年）
  - 白蟻 （1935年）
  - 魔童子 （1936年）
  - 青い鷺 （1937年）
  - 海峡天地会 （1942年） - 没後、改稿版が「海象に舌なきや」（1947年）として改題発表されている。
- 『黒死館殺人事件 小栗虫太郎全作品 3』
  - 黒死館殺人事件 （1934年）
- 『二十世紀鉄仮面 小栗虫太郎全作品 4』
  - 後光殺人事件 （1933年）
  - 聖アレキセイ寺院の惨劇 （1933年）
  - 夢殿殺人事件 （1934年）
  - 失楽園殺人事件 （1934年）
  - オフェリヤ殺し （1935年）
  - 潜航艇「鷹の城」 （1935年）
  - 人魚謎お岩殺し （1935年）
  - 二十世紀鉄仮面 （1936年）
- 『成吉思汗の後宮 小栗虫太郎全作品 5』
  - 皇后の影法師 （1936年）
  - 金字塔四角に飛ぶ （1937年）
  - 破獄囚「禿げ鬘」 （1937年）
  - 極東 （1938年）
  - 成吉思汗の後宮 （1938年）
  - 巴奈馬朋次郎記 （1939年）
  - 新疆 （1939年）
  - 紅軍巴蟆を越ゆ （1939年）
  - 白夜 （1939年）
  - 海螺斎沿海州先占記 （1941年）
  - ナポレオン的面貌 （1941年）
- 『人外魔境 小栗虫太郎全作品 6』
  - 有尾人（ホモ・コウダッス） （1939年）
  - 大暗黒（ラ・オスクリダット・グランデ） （1939年）
  - 天母峰（ハーモ・サムバ・チョウ） （1940年）
  - 「太平洋漏水孔（ダブックウ）」漂流記 （1940年）
  - 水棲人（インコラ・パルストリス） （1940年）
  - 畸獣楽園（デーザ・バリモー） （1940年）
  - 火礁海（アーラン・アーラン） （1940年）
  - 遊魂境（セル・ミク・シュア） （1940年）
  - 第五類人猿（アンソロポイド） （1940年）
  - 地軸二万哩（カラ・ジルナガン） （1940年）
  - 死の番卒（セレーノ・デ・モルト） （1940年）
  - 伽羅絶境（ヤト・ジャン） （1940年）
  - アメリカ鉄仮面（クク・エー・キングワ） （1941年）
- 『屍体七十五歩にて死す 小栗虫太郎全作品 7』
  - 或る検事の遺書 （1927年）
  - W・B・会綺譚 （1934年）
  - 石神夫意人 （1934年）
  - 絶景万国博覧会 （1935年）
  - 折鶴物語 （1935年）
  - 童女開眼 （1935年）
  - 紅毛傾城 （1935年）
  - 源内焼六術和尚 （1936年）
  - 倶利伽羅信号 （1936年）
  - 地虫 （1937年）
  - 屍体七十五歩にて死す （1937年）
  - 魔氷 （1937年）
  - 咳をする兎 （1937年）
  - 国なき人々 （1937年）
  - 爆撃鑑査写真七号 （1937年）
  - 賭博者 （1938年）
  - 地中海 （1938年）
- 『航続海底二万哩 小栗虫太郎全作品 8』
  - 人胆質入裁判 （1936年） - 肝取り勝太郎事件（長野県上伊那地方で起こった連続猟奇殺人事件）について扱った作品。
  - 方子と末起 （まさことまき） （1938年） - 女学校の上下級生の恋文から始まる密室殺人。
  - 岳太郎出陣 （1938年）
  - 一週一夜物語 （1938年）
  - 颱風 （1938年）
  - 美しき鱒 （1939年）
  - 紅い喇嘛仏 （1939年）
  - 司馬氏の静養 （1939年）
  - 南海の鯱 （1939年）
  - 月と陽と暗い星 （1939年）
  - 三文歌舞伎
  - 海狼白夜を行く （1940年）
  - 開花日棉譚 （1940年）
  - 金胃人 （1940年）
  - 南印度洋（バハール）の悲歌 （1940年）
  - 奇獄囚「ビルマ亀」（1940年）
  - 新宝島綺譚 （1940年）
  - 翼ある運河 （1941年）
  - パンテレリア島覆没陰謀 （1941年）
  - 颶風グヮムにあり （1941年）
  - 航続海底二万哩 （1941年）
- 『成層圏魔城 小栗虫太郎全作品 9』
  - 赤馬旅館 （1938年）
  - 暗黒星 （1941年）
  - ウクライナの女密使 （1941年）
  - 熱海魔
  - ベーリング海底隧道 （1941年）
  - 深海の囚虜 （1941年）
  - 南東貿易風 （1941年）
  - 北洋の守り星 （1942年）
  - 椰糖垂範記 （1942年）
  - 南印度苦力（タミール・クリー） （1942年）
  - その前夜 （1942年）
  - ソロモンの南 （1942年）
  - 会議派殿下 （1942年）
  - 成層圏魔城 （1944年）
  - マライ西遊記
  - 冥府の鶏
  - 悪霊 （1946年）
- 『小栗虫太郎全作品』未収録作品
  - 亜細亜の旗（1941年）

## 著書

### 全集
- 『小栗虫太郎全作品』全9巻（桃源社、1979年／沖積舎（復刻）、1996年 - 1998年）
  - 『紅殻駱駝の秘密 小栗虫太郎全作品 1』（1996年） ISBN 4-8060-6550-1
  - 『完全犯罪 小栗虫太郎全作品 2』（1997年） ISBN 4-8060-6551-X
  - 『黒死館殺人事件 小栗虫太郎全作品 3』（1997年） ISBN 4-8060-6552-8
  - 『二十世紀鉄仮面 小栗虫太郎全作品 4』（1997年） ISBN 4-8060-6553-6
  - 『成吉思汗の後宮 小栗虫太郎全作品 5』（1997年） ISBN 4-8060-6554-4
  - 『人外魔境 小栗虫太郎全作品 6』（1997年） ISBN 4-8060-6555-2
  - 『屍体七十五歩にて死す 小栗虫太郎全作品 7』（1997年） ISBN 4-8060-6556-0
  - 『航続海底二万哩 小栗虫太郎全作品 8』（1998年） ISBN 4-8060-6557-9
  - 『成層圏魔城 小栗虫太郎全作品 9』（1998年） ISBN 4-8060-6558-7

### 叢書への収録
- 『黒死館殺人事件』（早川書房〈ハヤカワ・ポケット・ミステリ〉、初刊1956年） ISBN 4-15-000240-1。度々復刊
- 『小栗虫太郎 海螺斎沿海州先占記　日本幻想文学集成 33』（松山俊太郎編、国書刊行会、1995年、新編2016年）ISBN 4336032432

### 初版本の覆刻
- 初版覆刻本シリーズ（沖積舎）
  - 『黒死館殺人事件』（1990年） ISBN 4-8060-2063-X
  - 『オフェリヤ殺し』（2000年） ISBN 4-8060-2115-6
  - 『紅殻駱駝の秘密』（2000年） ISBN 4-8060-2116-4
  - 『白蟻』（2003年） ISBN 4-8060-2125-3

### その他
- 『黒死館殺人事件 「新青年」版』（山口雄也註・校異・解題、新保博久解説、作品社、2017年）。ISBN 978-4-86182-646-7。画は松野一夫
- 『亜細亜の旗』（春陽堂書店、2021年）。ISBN 978-4-394-90394-9 - 1941年に新聞連載された後、単行本化されず忘却されていた長編で、初単行本化

### 文庫判
- 作品集
  - 『人外魔境』角川書店〈角川ホラー文庫〉（1995年） ISBN 4-04-145301-1。※旧版は角川文庫
  - 『成吉思汗の後宮（ゼナーナ・ジンギスカン）』講談社文庫〈コレクション大衆文学館〉（1995年） ISBN 4-06-262034-0
  - 『完全犯罪 他8編』春陽堂書店〈春陽文庫〉（1996年） ISBN 4-394-38601-2
  - 『黒死館殺人事件』河出書房新社〈河出文庫〉（2008年） ISBN 4-309-40905-9
  - 『二十世紀鉄仮面』河出書房新社〈河出文庫〉（2017年7月） ISBN 4-309-41547-4
  - 『人外魔境』河出書房新社〈河出文庫〉（2018年1月） ISBN 4-309-41586-5
  - 『紅殻駱駝の秘密』河出書房新社〈河出文庫〉（2018年9月） ISBN 4-309-41634-9
  - 『法水麟太郎全短篇』河出書房新社〈河出文庫〉（2019年5月） ISBN 4-309-41672-1。日下三蔵編。
  - 『黒死館殺人事件・完全犯罪』KADOKAWA〈角川文庫〉（2023年1月） ISBN 404-113224X
  - 『夢殿殺人事件』KADOKAWA〈角川文庫〉（2024年11月） ISBN 404-115667X
  - 『女人果』春陽堂書店〈春陽文庫〉（2024年11月） ISBN 439-4980135

- 選集
  - 『小栗虫太郎傑作選』社会思想社〈現代教養文庫〉（全5巻、1976年 - 1982年）（松山俊太郎・編、斎藤和雄・装幀）
    - 1. 黒死館殺人事件（＜収録作品＞黒死館殺人事件、＜挿図・斎藤和雄＞、＜解題・付録＞江戸川乱歩と甲賀三郎と著者の序文、解題（松山俊太郎）、「黒死館殺人事件」を読んで（井上良夫）黒死館の門前に佇んで（島田太郎））
    - 2. 白蟻（＜収録作品＞完全犯罪、白蟻、「白蟻」序、「海峡天地会」、＜解題・付録＞江戸川・甲賀・水谷による「推讃」、解題（松山俊太郎）、解説（日影丈吉）、小栗虫太郎と暗号（長田順行）小栗虫太郎に関する覚書（横溝正史））
    - 3. 青い鷺（＜収録作品＞青い鷺、二十世紀鉄仮面、青い鷺、＜解題・付録＞「青い鷺」について（小栗虫太郎）、「新伝奇小説」と「運命の書」―虫太郎論序説をかねて（松山俊太郎）校定通則、挿画/茂田井武
    - 4. 潜航艇「鷹の城」（＜収録作品＞潜航艇「鷹の城」、地虫、倶利伽羅信号、人魚謎お岩殺し、一週一夜物語、＜解題・付録＞作品解説（小栗虫太郎）、校異・解説・解題（松山俊太郎））
    - 5. 紅毛傾城（＜収録作品＞源内焼六術和尚、絶景万国博覧会、紅毛傾城、金字塔四角に飛ぶ、ナポレオン的面貌、＜解題・付録＞解題（松山俊太郎）、解説・類推の魔（中田耕治）、負傷したコザック騎兵（九鬼柴郎）、著作年表（島崎博））

  - 『日本探偵小説全集6 小栗虫太郎集』東京創元社〈創元推理文庫〉（1987年） ISBN 4-488-40006-X - （収録作品：完全犯罪、後光殺人事件、聖アレキセイ寺院の惨劇、黒死館殺人事件、オフェリヤ殺し）解説は塔晶夫（中井英夫）[注釈 9]。
  - 『昭和ミステリ秘宝 失楽園殺人事件』扶桑社〈扶桑社文庫〉（2000年） ISBN 4-594-03028-9
  - 『昭和ミステリ秘宝 二十世紀鉄仮面』扶桑社〈扶桑社文庫〉（2001年） ISBN 4-594-03079-3
  - 『怪奇探偵小説名作選6 小栗虫太郎集 完全犯罪』筑摩書房〈ちくま文庫〉（2003年）。日下三蔵編。

## 外国語訳

### 中国語（繁体字）
- 孫玉珍譯《日本偵探小說選 IX:小栗虫太郎作品集 1》臺北:小知堂文化事業有限公司, 2004年. ISBN 957-450-311-9
- 林敏生譯《黑死館殺人事件》臺北:小知堂文化事業有限公司, 2005年. ISBN 957-450-416-6
- 孫玉珍譯《日本偵探小說選:小栗虫太郎 卷一》新北:立村文化有限公司, 2013年. ISBN 978-986-6283-79-6
  - 〈完全犯罪〉
  - 〈背後之光殺人事件〉（後光殺人事件）
  - 〈聖阿雷基塞斯修道院的惨劇〉（聖アレキセイ寺院の惨劇）
  - 〈夢殿殺人事件〉
  - 〈失樂園殺人事件〉
  - 〈謀殺歐菲利亞〉（オフェリヤ殺し）
  - 〈潛航艇「鷹之城」號〉（潜航艇「鷹の城」）
  - 〈人魚迷霧之岩石殺人〉（人魚謎お岩殺し）
- 林敏生譯《日本偵探小說選:小栗虫太郎 卷二 黑死館殺人事件》新北:立村文化有限公司, 2013年. ISBN 978-986-6283-80-2

### 中国語（簡体字）
- 孙玉珍译《日本推理名作选:小栗虫太郎卷》长春:吉林出版集团有限责任公司, 2009年. ISBN 978-7-5463-0073-3
  - 〈背后之光杀人事件〉（後光殺人事件）
  - 〈圣阿雷基塞修道院的惨剧〉（聖アレキセイ寺院の惨劇）
  - 〈梦殿杀人事件〉（夢殿殺人事件）
  - 〈失乐园杀人事件〉（失楽園殺人事件）
  - 〈谋杀欧菲莉亚〉（オフェリヤ殺し）
  - 〈潜航艇“鹰之城号”〉（潜航艇「鷹の城」）
  - 〈人鱼迷雾之岩石杀人〉（人魚謎お岩殺し）
- 林敏生译《黑死馆杀人事件》北京:新星出版社, 2009年. ISBN 978-7-80225-572-2
- 笨蜗牛译《完全犯罪》长春:吉林出版集团有限责任公司, 2010年. ISBN 978-7-5463-1643-7
  - 〈完全犯罪〉
  - 〈方子与末起〉（方子と末起）
  - 〈石神夫意人〉
  - 〈红毛倾城〉（紅毛傾城）
  - 〈白蚁〉（白蟻）
- 王鹏帆译《人外魔境》长春:吉林出版集团有限责任公司, 2010年. ISBN 978-7-5463-3622-0

### 韓国語
- 추영현訳『흑사관 살인사건』（黒死館殺人事件）동서문화사（東西文化社）, 2005年3月. ISBN 9788949702872
- 김선영訳『흑사관 살인사건』（黒死館殺人事件）북로드, 2011年12月. ISBN 9788991239784